# 李慶 (兵部尚書)
李慶（？—1427年），字德孚，北平行省順天府順義縣（今北京市顺义区）人，明朝兵部尚書。
洪武年间，其以国子监监生署右僉都御史，后授刑部員外郎，迁紹興知府。永樂元年，召回为刑部侍郎。其性格刚硬，之后改为左副都御史。并弹劾都督譚青、朱崇、費瓛、梁銘贪污等。永乐十八年，晋升为工部尚书。明仁宗即位后，改任兵部尚书，加升太子少保。宣德二年，安遠侯柳升讨伐黎利，明宣宗命李慶參贊軍務。在抵达鎮夷關时，柳升轻敌不设防备。时李慶已重病仍强起劝柳升。柳升不听以致中伏战败而死。李慶得知后病重，次日亦死去，明军被灭。越南的《大越史记全书》称他是因兵败自杀身亡。

## 延伸阅读
[在维基数据编辑]
 《明史卷一百五十》，出自《明史》